# 哈坎·菲丹
哈坎·菲丹（1968年7月17日—） 是土耳其军人、政治人物、外交官，正义与发展党黨員，2010年至2023年期间担任土耳其國家情報局局長。2023年6月出任土耳其外交部部长。
菲丹被视为是土耳其总统和正义与发展党领导人雷杰普·塔伊普·埃尔多安的可能继任者。

## 生平
菲丹生于土耳其安卡拉，他的父亲是库尔德人后裔。 他获得了马里兰大学全球分校的管理和政治学学位、畢爾肯大學硕士和博士学位。
1986年至2001年期間，他是土耳其陆军的士官，曾是駐德盟軍快速反應部隊的一員。他还曾担任雷杰普·塔伊普·埃尔多安的安全顾问。 
2010年5月25日起，菲丹出任土耳其國家情報局局長。菲丹曾与库尔德斯坦工人党高層秘密和谈，2012年，土耳其一名检察官希望能對此进行调查。 
2015年2月7日，菲丹打算代表正义与发展党竞选土耳其大国民议会国会议员並宣佈辞去土耳其國家情報局局長。  2015年3月9日，菲丹改變主意決定不參加選舉，數小時後菲丹官復原職。 
在他的任期内，土耳其開始與伊朗合作。在2017年2月的慕尼黑安全会议期间，他向德国聯邦情報局局长布鲁诺·卡尔递交了一份名單，上面列有300名居伦运动支持者的名字，他希望德方能幫助土耳其逮捕這些人，但德国当局隨即根據这份名单向名單上的人发出友情提示，提醒他们注意土耳其情报部门的活动。
2023年6月3日，菲丹出任土耳其外交部部长。